# Ramapo College of New Jersey
Ramapo College of New Jersey es un lugar designado por el censo ubicado en el condado de Bergen en el estado estadounidense de Nueva Jersey. En el Censo de 2020 tenía una población de 2200 habitantes y una densidad poblacional de 1760 habitantes por km². Fue incluido como CDP en el censo de 2020. Su territorio se corresponde con el campus de Ramapo College. 

## Geografía
Ramapo College of New Jersey se encuentra ubicado en las coordenadas 41°4′53″N 74°10′29″O / 41.08139, -74.17472. Según la Oficina del Censo de los Estados Unidos,  tiene una superficie total de 1,25 km², de la cual 1,24 km² corresponden a tierra firme y 0,01 km² a agua.